# Alte Maße und Gewichte (Mecklenburg)
Dieser Artikel beschreibt historische Maße und Gewichte Mecklenburgs. Die Vielzahl der verschiedenen Maße und Gewichte in den deutschen Städten und Ländern war besonders für Kaufleute, Handwerker und Vermesser der damaligen Zeit bei der Durchführung ihrer beruflichen Tätigkeiten problematisch.

## Längenmaße

### Fuß
Ab Mitte des 18. Jahrhunderts normierte bei Landesvermessungen in Mecklenburg-Schwerin der Lübecker Fuß, welcher nach einer Erklärung des Lübecker Senats = 127,5 Pariser Linien war; nach dem mecklenburg-schwerinschen Gesetz von 1757 war derselbe zu 129 Pariser Linien = 0,291 Meter angenommen.
Als Bau- und Werkfuß war
- 1 Hamburger Fuß = 127,04 Pariser Linien = 0,286 Meter,

bei Chausseebauten war
- 1 rheinländischer Fuß = 139,13 Pariser Linien = 0,314 Meter
- 1 Rostocker Fuß  = 127,54 Pariser Linien = 0,288 Meter.

In Mecklenburg-Strelitz wurde bei Bau- und Grabenarbeiten der rheinländische Fuß, als Feldmaß jedoch der Mecklenburgische Fuß von 0,291 Meter gebraucht.

### Elle
Nach landesherrlichen Verordnungen galt für die Mecklenburgische Elle die
- Hamburger Elle = 254,07 Pariser Linien = 0,573 Meter,

doch existierten außerdem noch die
- Rostocker Elle = 255,07 Pariser Linien = 0,575 Meter, die
- Wismarsche Elle = 257,95 Pariser Linien = 0,582 Meter und die
- Strelitzer Elle = 306,28 Pariser Linien = 0,691 Meter.

### Ruthe (Rute)
- 1 Mecklenburgische Ruthe = 16 Fuß à 12 Zoll, auch in 10 „Decimalfuß“ à 10 „Decimalzoll“ eingeteilt.

In Mecklenburg-Strelitz hatte beim Feldmessen eine
- Ruthe = 16 Mecklenburgische Fuß,
- Bauruthe = Preußische Ruthe = 12 Rheinländische Fuß.

Bei Grabenarbeiten gebrauchte man
- 1 Ruthe = 16 Rheinländische Fuß.

### Meile
- 1 Mecklenburgische Meile = 1 Preußische Meile = 24.000 Rheinländische Fuß = 26.337 Hamburgische Fuß 4 Zoll = 7532,485 Meter.

## Flächenmaße
Der Mecklenburgische Morgen wurde zu 300 Quadratruthen (die Ruthe = 16 Fuß à 129 Pariser Linien) gerechnet. Der Landesgrundgesetzliche Erbvergleich aus dem Jahre 1755 bestimmte, dass die Hufe 300 Scheffel Einfall nach richtigem Rostocker Maße haben sollte. Der „Convocationstags-Abschied vom 4. Oct. 1808“ bestimmte, dass 600 Scheffel Einsaat für eine „catastrirte Hufe“ gerechnet werden sollte, und hiernach gab es dreiviertel, halbe und viertel Hufen.
Im Forstland (Wald) rechnete man
- 100 Quadratruthen = 1 Morgen.

## Raummaße

### Brennholzmaße
Brennholz wurde nach Faden gemessen und hatte verschiedene Größen. Es gab bei einer Scheitlänge von 2 bis 6 Fuß solche von
- 7 Fuß Höhe und 8 Fuß Breite,
- 7 Fuß Höhe und 7 Fuß Breite,
- 6 Fuß Höhe und 7 Fuß Breite,
- 6 Fuß Höhe und 6 Fuß Breite.

Die angegebenen Fußmaße waren Baufuß oder Hamburger Fuß. Der sogenannte „normirende Faden“ maß 147 Hamburger Kubikfuß.

### Hohlmaße (Getreidemaße)
Die Getreidemaße waren sehr verschieden. Nach der Verordnung von 1755 sollte der „Mecklenburg-Schwerin'sche Scheffel“ 2832 Mecklenburgische (Hamburger) Kubikzoll enthalten.
Dieser gesetzliche Scheffel setzte sich aber nicht im Alltag durch. Am nächsten kam ihm der „Rostocker Scheffel“ und wurde der allgemeine Landes- oder Normalscheffel. Doch in einigen Ortschaften war auch der Gebrauch eines anderen Scheffels gestattet.
In Mecklenburg-Strelitz wurde der Preussische Scheffel eingeführt.
| Scheffel-Art            | Pariser cm³ | franz. Litres | Rostocker Maß    |
| ----------------------- | ----------- | ------------- | ---------------- |
| 1 Scheffel in Rostock   | 1960,5      | 38,889        | -                |
| 1 Scheffel in Schwerin  | 2038,9      | 40,445        | 1 Sch. 0,64 M.   |
| 1 Scheffel in Strelitz  | 2770,7      | 54,962        | 1 Sch. 6,613 M.  |
| 1 Scheffel in Güstrow   | 2008,5      | 39,842        | 1 Sch. 0,392 M.  |
| 1 Scheffel in Parchim   | 2759,2      | 54,728        | 1 Sch. 6,516 M.  |
| 1 Scheffel in Waren     | 2874,2      | 57,009        | 1 Sch. 7,455 M.  |
| 1 Scheffel in Wismar    | 2006,2      | 39,796        | 1 Sch. 0,373 M.  |
| 1 Himpten in Boizenburg | 1307,0      | 25,926        | - Sch. 10,667 M. |

Aus obiger Tabelle geht hervor, dass die Scheffel von Wismar, Schwerin und Güstrow nur wenig vom Landesscheffel abwichen. Der Parchim’sche Scheffel ist der alte Berliner Scheffel, in Grabow und Strelitz wurde der neue Berliner Scheffel gebraucht. Im gewöhnlichen Verkehr entsprachen 5 Parchim’sche Scheffel (groß Maß) = 7 Rostocker Scheffel (klein Maß).
| Rostocker Scheffel | Schweriner Scheffel | Strelitzer Scheffel | Parchim’sche Scheffel | Güstrower Scheffel   | Warener Scheffel | Wismar’sche Scheffel      | Boizenburger Himpten   | franz. Hektoliter | Großh. Hessische Malter    | Hannover’sche Malter    |                        |
| 100                | 96,155              | 70,757              | 71,053                | 97,61                | 68,21            | 97,722                    | 150                    | 38,889            | 50,382                     | 20,806                  |                        |
| 100                | Bayrische Scheffel  | Frankfurter Malter  | Hamburger Faß         | neue Nassauer Malter | Badische Malter  | Württembergische Scheffel | Braunschweiger Himpten | Wiener Metzen     | englische Imperial Quarter | Kopenhagener Korntonnen | Niederländische Mudden |
| 100                | 17,489              | 33,893              | 73,863                | 38,889               | 25,926           | 21,943                    | 124,865                | 63,235            | 13,374                     | 27,954                  | 38,889                 |

Einteilung der Getreidemaße:
- 1 Last = 8 Drömt (Drömpt) à 12 Scheffel à 4 Faß oder Viert à 4 Metzen.

In Boizenburg rechnete man:
- 1 Last = 4  Wispel à 6 Sack à 4 Scheffel à 1½ Himpten oder 6 Spint
- 3 Boizenburger Himpt = 2 Rostocker Scheffel.

Salz und Steinkohle verkaufte man nach einer besonderen Last von 12 Tonnen à 6 Rostocker Scheffel.
Kartoffeln maß man auch nach Tonnen à 3 Scheffel. Kartoffeln wurden angehäuft gemessen; Getreide dagegen gestrichen gemessen. Nur bei Hafer wurde sowohl gestrichen als auch gehäuft gemessen.
In Mecklenburg-Strelitz hatte
- 1 Last = 4 Wispel à 2 Drömt à 12½ gestrichene Scheffel, der Wispel also 25 Scheffel.

Im Handel wurden bei Hafer auf den Wispel noch 2 Scheffel mehr, also 27 Scheffel gegeben. Eigentlich war der Strelitzer Scheffel dem großen Parchim’schen Scheffel gleich, doch wurde allgemein der neue Preussische Scheffel verwendet.

### Flüssigkeitsmaße
- 1 Fuder = 4 Oxhoft à 6 Anker à 40 Quart oder Pott

Der Pott hatte gesetzlich den gleichen Inhalt wie das
- Hamburger Quartier = 45,624 Pariser Kubikzoll = 0,9025 französische Litres

Oder:
- 1 Fuder= 6 Ohm à 5 Eimer à 32 Pott

Oder:
- 1 Tonne = 4 Viertel à 4 Kannen à 2 Pott à 2 Plank

| franz. Litres | großh. hess. Maß | bayr. Maß | Frankf. Eichmaß | Lübecker Kannen | hannov. Kannen | engl. Imp.-Gallon | badische Maß | würtemb. Helleichmaß | preuss. Quart | Wiener Maß | braunschw. Quartier |
| 96,250        | 45,125           | 84,422    | 50,337          | 48,195          | 45,354         | 19,863            | 60,166       | 49,127               | 78,819        | 63,780     | 96,334              |

## Zählmaße
- 1 Groß = 12 Dutzend à Stück
- 1 Zimmer = 4 Decher à 10 Stück
- 1 Schock = 3 Stiegen à 20 Stück
- 1 Mandel = 15 Stück
- 1 Zwölfter Bretter = 12 Stück
- 1 Fimm = 100 Bund (Stroh, Dachrohr)
- 1 Ballen = 10 Ries à 20 Buch à 24 Bogen Schreibpapier oder 25 Bogen Druckpapier.

Siehe auch Zählmaße

## Gewichte

### Handelsgewicht
- 1 „Centner“ = 112 Pfund à 32 Loth à 4 Quentchen.
- 1 Schiffpfund = 20 Liespfund = 280 Pfund.
- 1 Schiffpfund zur Fuhre = 20 Liespfund = 320 Pfund.
- 1 schwerer Stein (Wolle) = 22 Pfund.
- 1 Stein Flachs = 20 Pfund.
- 1 leichter Stein (Federn) = 10 Pfund.

Nach einer landesherrlichen Verordnung sollte in Mecklenburg-Schwerin das Lübecker Gewicht gelten. Im Handel setzte sich jedoch das alte Hamburger Gewicht (seit dem 1. Juli 1858 galt auch in Hamburg das Zollpfund von 500 Gramm) durch.
- 1 Lübecker Pfund = 484,71 französische Gramm.
- 1 Hamburger Pfund = 484,17 französische Gramm.

Das Lübecker Pfund war 0,04202 Loth schwerer als das Hamburger.
| Hamburger Pfund | franz. Kilogramm | bayr. Pfund | großh. hess. Pfund | frankf. leichte Pfund | hannov. Pfund | Bremer Pfund | neue nassauische Pfund | badische Pfund | englische Pfund | Strelitzer Pfund | neue preuss. Pfund | würtemb. Pfund | Kasseler schw. Pfund | Wiener Pfund | braunschw. Pfund | Lübecker Pfund |
| 100             | 48,417           | 86,45       | 96,83              | 103,46                | 103,57        | 97,12        | 96,83                  | 96,83          | 106,73          | 103,51           | 96,83              | 103,51         | 99,98                | 86,45        | 103,51           | 99,89          |

- 1 Pfund Rostocker Waagegewicht = 508,23 Gramm = 33,59 Loth Hamburger Gewicht.

In Mecklenburg-Strelitz galt das bisherige, seit dem 1. Juli 1858 abgeschaffte
- preussische Gewicht: 1 Pfund = 467,71 Gramm; 1 Centner = 110 Pfund = 5 schwere oder 10 leichte Steine.

### Gold- und Silbergewicht
Als Gold- und Silbergewicht galt die kölnische Mark = 233,81 Gramm.
- 1 Mark Silber = 8 Unzen = 16 Loth = 288 Grän
- 1 Mark Gold = 24 Karat = 288 Grän

Verarbeitetes Silber sollte 12 Loth fein sein.

### Apothekergewicht
- 1 Medicinalpfund = 357,57 Gramm = 12 Unzen à 8 Drachmen à 3 Skrupel à 20 Gran.

Nach 1858 sollte auch in Mecklenburg das in Preußen und anderen Staaten eingeführte Zollpfund gelten. Dieses neue Gewicht entsprach dem französischen Gewichtssystem. Danach war
- 1 Pfund = 1/2 Kilogramm.
- 1 Last wurde zu 50 Centnern,
- 1 Centner zu 100 Pfund gerechnet.
- 1 Pfund = 30 Loth à 10 Quentchen à 10 Cent à 10 Korn.

Da 1 französisches Kilogramm 1000 Gramm entsprach, so war
- 1 Pfund = 500 Gramm des neuen Gewichts,
- 1 Loth = 16,66 Gramm,
- 1 Quentchen = 1,66 Gramm.

Mit der Einführung des neuen Gewichts änderte sich auch das bisherige Apotheker-, Gold- und Silbergewicht. Auch die Münzmark wurde aufgehoben.